# Ein Stern fällt vom Himmel (film 1934)
Ein Stern fällt vom Himmel è un film del 1934 diretto da Max Neufeld che aveva come interprete principale, nel ruolo di uno studente di musica, il famoso tenore Joseph Schmidt.

## Trama
Giovane studente di musica pieno di talento, Joseph Reiner, con l'aiuto di Annerl, la ragazza di cui è innamorato, cerca di trovare la sua occasione nel mondo del cinema. Questa sembra arrivare quando Lincoln, il tenore protagonista del film, si ammala.

## Produzione
Il film fu prodotto dalla Styria-Film.

## Distribuzione
Distribuito dalla Lux-Film, il film uscì nelle sale nel dicembre 1934: in Ungheria, dove prese il titolo di Csillag ragyog az égen, fu presentato il 20 dicembre, in Austria il 28 dicembre.